# Distretto di Cémaco
Il distretto di Cémaco è un distretto di Panama nella comarca indigena di Emberá-Wounaan con 2.197 abitanti al censimento 2010. Il capoluogo è Cirilo Guainora

## Geografia antropica

### Suddivisioni amministrative
Il distretto è suddiviso in tre comuni (corregimientos):
- Cirilo Guainora (conosciuto anche come Unión Chocó
- Lajas Blancas
- Manuel Ortega